# المنام (فلم 1987)
المنام (بالإنجليزية: The Dream (1987 film)) هو فيلم وثائقي تم إنتاجه في سوريا وصدر في سنة 1987. الفيلم من إخراج محمد ملص وقيس الزبيدي، وإنتاج عمر أميرلاي، وتصوير حازم بياعة.

## عن الفيلم
يتناول الفيلم بفكرته وتنفيذه موضوعًا عميقًا يتقاطع بين المضمون والفن، حيث يغوص ملص بفنية متقنة في استكشاف الأحلام التي تراود الفلسطينيين في نومهم، ليكشف ما يجول في خاطرهم من آمال وتطلعات. على مدار 45 دقيقة من المشاهد التسجيلية، يُعرض الفيلم أحاديث الفلسطينيين البسطاء، الذين يعيشون في عمق القاع الشعبي، في مخيمات اللاجئين وبيوتهم الصغيرة والفقيرة، وأيضاً في القواعد الفدائية ومقابر الشهداء. يعكس الفيلم الواقع القاسي والمليء بالتحديات، ويعبر عن العزيمة والإصرار التي تملأ قلوب الفلسطينيين.
يتضمن الفيلم مقاطع مؤثرة من قصيدة الشاعر الفلسطيني محمود درويش "أحمد العربي"، والتي تتناغم مع موسيقى وأغنية مارسيل خليفة الشهيرة "الذكريات تجيء لا تؤذي". كما يحتوي الفيلم على تراتيل قرآنية، تُروي من خلالها حكاية النبي يوسف عليه السلام، ما يضفي بعدًا روحيًا ومعنويًا عميقًا على العمل. فتوظيف الكلمة والصورة والموسيقى والأغنية والقصيدة، والنصوص القرآنية في سياق واحد جاء متماسك ومؤثر.